# Gdyby żółwie mogły latać
Gdyby żółwie mogły latać (pers. Lakposhtha parvaz mikonand) – irańsko-iracko-francuski film z 2004, którego reżyserem oraz twórcą scenariusza jest irański twórca filmowy pochodzenia kurdyjskiego, Bahman Ghobadi. Muzykę do filmu skomponował Hossein Alizadeh. Był to pierwszy film wyprodukowany w Iraku po upadku reżimu Saddama Husajna.

## Opis fabuły
Akcja filmu rozgrywa się w obozie na kurdyjskich uchodźców, przy granicy iracko-tureckiej w przededniu amerykańskiej interwencji w Iraku. Trzynastoletni Satellite (Soran Ebrahim) jest znany z podstawowej znajomości angielskiego oraz instalacji anten satelitarnych dla lokalnych mieszkańców, dzięki którym mogą dowiedzieć się o nowych działaniach Saddama Husajna. Jest przywódcą grupy dzieci, które z narażeniem życia oczyszczają okolicę z min lądowych.
Pewnego dnia spotyka Agrin (Avaz Latif), sierotę, która wędruje ze swoim niepełnosprawnym bratem Henkovem, który zdaje się posiadać dar jasnowidzenia.

## Obsada
- Soran Ebrahim jako Satellite
- Avaz Latif jako Agrin
- Hiresh Feysal Rahman jako Hengov
- Abdol Rahman Karim jako Risa
- Saddam Hossein Feysal jako Pashaw
- Ajil Zibari jako Shirkooh

## Nagrody
- Szklany Niedźwiedź jako "Najlepszy film fabularny" oraz "Pokojowa nagroda filmowa" na Międzynarodowym Festiwalu Filmowym w Berlinie, 2005
- Złota Muszla za najlepszy film na MFF w San Sebastián, 2004
- Specjalna nagroda Jury na Międzynarodowym Festiwalu Filmowym w Chicago, 2004
- Nagrody Międzynarodowego Jury oraz Widowni na Międzynarodowym Festiwalu Filmowym w São Paulo, 2004
- Nagroda La Pieza jako "Najlepszy film" na Międzynarodowym Festiwalu Filmów Współczesnych w mieście Meksyk, 2005
- Nagroda widowni na Międzynarodowym Festiwalu Filmowym w Rotterdamie, 2005
- Złoty Prometeusz jako "Najlepszy film" na Międzynarodowym Festiwalu Filmowym w Tbilisi, 2005
- Nagroda Aurory na Międzynarodowym Festiwalu Filmowym w Tromsø, 2005
- Złoty Motyl na Międzynarodowym Festiwalu Filmów dla Dzieci w Isfahanie, 2005
- Złoty Delfin na Międzynarodowym Festiwalu Filmowym Festróia – Tróia, 2005